# 利吉丹島和西巴丹島主權爭議
利吉丹島和西巴丹島主權爭議（英語：Sovereignty over Ligitan and Sipadan Islands（Indonesia v. Malaysia））是印度尼西亞和馬來西亞之間對於西里伯斯海上的兩個島嶼—利吉丹島和西巴丹島的領土爭端。其始於1969年，大多數爭議已於2002年由國際法院解決，該法院判決兩島嶼均屬於馬來西亞。

## 背景
利吉丹島和西巴丹島是位於馬來西亞沙巴東南沿海西里伯斯海上的兩座島嶼。自1969年以來，印尼和馬來西亞不斷就兩島嶼的主權產生爭議，而該爭端於1991年印尼發現馬來西亞於西巴丹島上建造旅遊設施後加劇。印尼聲稱曾於1969年與馬來西亞達成口頭協議，但馬來西亞否認兩國之間有過協議，堅稱兩島嶼屬於其沙巴領土的一部分，且兩國當時並未在該地區劃定海上邊界，也未要求法院就此事作出進一步裁決。1998年11月2日，兩國同意將此爭議提交國際法院。

### 菲律賓加入
菲律賓在訴訟期間以該國對北婆羅洲的主權聲索為由申請參加兩島嶼的訴訟案。菲律賓方面宣稱，曾統治當地的蘇祿蘇丹國已於1962年將北婆羅洲（今沙巴）主權轉讓予菲律賓，但在聯合國於1963年組織的公民投票中，當地的多數居民選擇成為馬來西亞的一部分，而非菲律賓。菲律賓的參加動機亦受到國際法院質疑，即該國是否與印尼和馬來西亞一樣都具有「足夠龐大的法律利益」。2001年6月，法院在舉行口頭聽證會後，最終以14票對1票的表決結果駁回了菲律賓的申請，理由為該國提出的請求與本案件無關。

## 判決
利吉丹島和西巴丹島起初被認為是無主地，但由於馬來西亞的原殖民母國英國與印尼的原殖民母國荷蘭相比，在馬來西亞建國後積極開發兩島嶼，因此國際法院以此為由，根據「有效佔領」狀況判決兩島嶼歸屬於馬來西亞。此外，利、西兩島嶼的位置較靠近馬來西亞，馬來西亞擁有的最早文件是1878年英國與蘇祿蘇丹國簽訂的協議，將蘇祿地區納入英屬婆羅洲；而印尼的要求主要是基於1891年英國與荷蘭簽署的邊界條約。

## 外部連結
- 國際法院於2002年12月17日的判決 （页面存档备份，存于）（ [2002] ICJ 3）